# Cantó de Champigny-sur-Marne-Centre
El cantó de Champigny-sur-Marne-Centre és un antic cantó francès del departament de Val-de-Marne, que estava situat al districte de Nogent-sur-Marne. Comptava amb part del municipi de Champigny-sur-Marne.
Va desaparèixer al 2015 i el seu territori es va dividir entre el cantó de Champigny-sur-Marne-1 i el cantó de Champigny-sur-Marne-2.

## Municipis
- Champigny-sur-Marne (part)

## Història
| Data d'elecció                           | Identitat         | Partit | Qualitat |
| ---------------------------------------- | ----------------- | ------ | -------- |
| 1985-                                    | Maurice Ouzoulias | PCF    |          |
| les dades anteriors no són pas conegudes |                   |        |          |
|                                          |                   |        |          |

## Demografia
| A partir de 1990: Població sense dobles comptes |